# Mariza Dias Costa
Mariza Dias Costa (16 de octubre de 1952 - 29 de marzo de 2019) fue una caricaturista e ilustradora guatemalteca-brasileña.

## Biografía
Se dice que Costa nació en Guatemala, pero otras fuentes mencionan su lugar de nacimiento en Río de Janeiro, Brasil. Costa vivió en Suiza, Perú, Italia, Francia, Paraguay e Irak antes de establecerse en Brasil.
Recibió un "premio de adquisición" en la 3ª Mostra de Artes Visuais do Estado do Rio de Janeiro en 1974. Encontró su nicho en el mismo año ilustrando la columna "Diario de la Corte" de Paulo Francis en el principal periódico nacional brasileño Folha de S. Paulo. Continuó en esa sociedad hasta 1990. En 1999 volvió al diario Folha de S.Paulo para ilustrar la columna de los jueves del psicoanalista Contardo Calligaris.
A fines de la década de 1970 su trabajo apareció en la revista Mad y en 2008 exhibió su trabajo en la sección "Ilustradores" del Instituto Itaú.

## Muerte
Costa murió en São Paulo. Se sintió mal mientras estaba fuera de casa y fue llevada en ambulancia al hospital, pero no sobrevivió.